# 큐슈여객철도 883계 전동차
큐슈여객철도 883계 전동차(일본어: JR九州883系電車)는 큐슈여객철도의 교류 특급형 전동차이다.

## 개요
오이타 자동차도의 연장과 거기에 따르는 고속버스의 편리성 향상에 대항하기 위해 특급 니치린(속달형의 소닉 니치린)의 운행을 위해 제작되어 1995년 4월 20일부터 정식 영업 운행을 개시했다. 원더랜드 익스프레스의 애칭이 있다. 커브가 많은 가고시마 본선과 닛포 본선의 선형에 맞춘 틸팅 차량으로, 최고속도를 130km/h(7량 편성의 속도 종별은 A48)로 개선한 결과 하카타역 - 오이타역 구간의 소요 시간이 20분 정도 단축되었다. 차량 디자인은 787을 계승한 미토오카 에이지 주재의 돈 디자인 연구소가 다루고 있다.
1995년에는 굿 디자인 상품에 선정되어 1996년에는 블루리본상 및 브류넬상을 수상했다.
틸팅 차량의 도입은 큐슈여객철도에서는 처음이며, 영업용 교류 전동차로 일본 최초의 틸팅 차량이기도 하다.
sonic의 뜻은 영어로 '음속의' '소리의' '음파의'이라고 하는 의미가 있다.

## 구조
1994년도에 7량 편성 3대, 1996년도에 7량 편성 2대, 1997년도에 5량 편성 3대의 합계 50량이 제조되었다. 2008년에는, 5량 편성 3대의 7량 편성화에 따르는 증비차로서 1000번대 2량(모하 883형·사하 883형)×3대 6량이 제조되어 56량의 그룹이 되고 있다. 모두 히타치 제작소에서 제조되었다.
전차가 오이타 철도 사업부 오이타 차량 센터에 배치되어 있다.
아래에 주로 제조 시점에서의 구조에 대해 기술한다.

### 차체
차체는 경량 구조의 스테인리스제로, 전두부만 보통 강철제가 되고 있다. 가까운 미래적이고 다이나믹한 차체 형상이 특징적이고, 차체의 조임은 측면으로 절선이 붙은 직선적인 형상이다.
1994년제의 1차로부터 1997년제의 4차까지 전면 패널의 구조에 각각 차이가 있는(3차와 4차는 같다) 외에, 4차(5량 편성)에서는 편성마다 전면의 색이 다른 것이 특징이다. 일전에 패널은 교체 가능한 구조이며 사상사고 등에서 정면 패널을 돌파했을 때는 교체품이 완성할 때까지 응급 조치로서 패널을 제외하고 운행한 적도 있다.
완성 시점에서는 전편성에 펜더 밀러가 장착되고 있었지만, 2005년 8월에 AO6편성이 리뉴얼 출장이래 차례차례 펜더 밀러가 철거되었다.
이전에는 히사주에 튜브식 LED 테일 라이트가 설치되어 있었다. 그러나 2004년 11월 2일 일부 편성의 선두차 히사주가 주행중 어떤 비산 물체에 얽힐 수 있어 날아가는 트러블이 발생했다. 그 직후 트러블 재발 방지를 향한 원인 규명 때문에 급거 전동차에서 히사주가 떼어졌다. 2005년 2월 말 - 3월 초순에 걸쳐 히사주가 재차 설치되었을 때에 튜브식 LED 테일 라이트는 폐지되고 도랑에 새겨진 3분할 스타일도 없어져 다수의 볼트로 고정된 구조로 고쳐졌다.
2000년 12월부터 2002년 8월에 걸쳐 건널목 충돌사고 대책으로 각 편성의 검사 입장시에 차례차례 전면 배장기 하부에 범퍼가 탑재되었다. 다만 AO8편성에 관해서는 2002년 5월의 대형 연휴 직후의 검사 입장 시 그 후의 2002 FIFA 월드컵 관객 수송에 수반하는 수송력 증강으로 충분한 날짜를 확보할 수 없었기 때문에, 2003년 1월에 임시 입장했을 때에 탑재되었다.
전조등은 하이빔과 로우빔 어느 쪽 상태에서도 AO1편성 및 AO2편성은 5개소가 점등하고, AO3편성 이후는 4개소가 점등한다. 787계나 후에 등장한 885계와는 달라 점등하는 수가 변화하는 것은 없다.

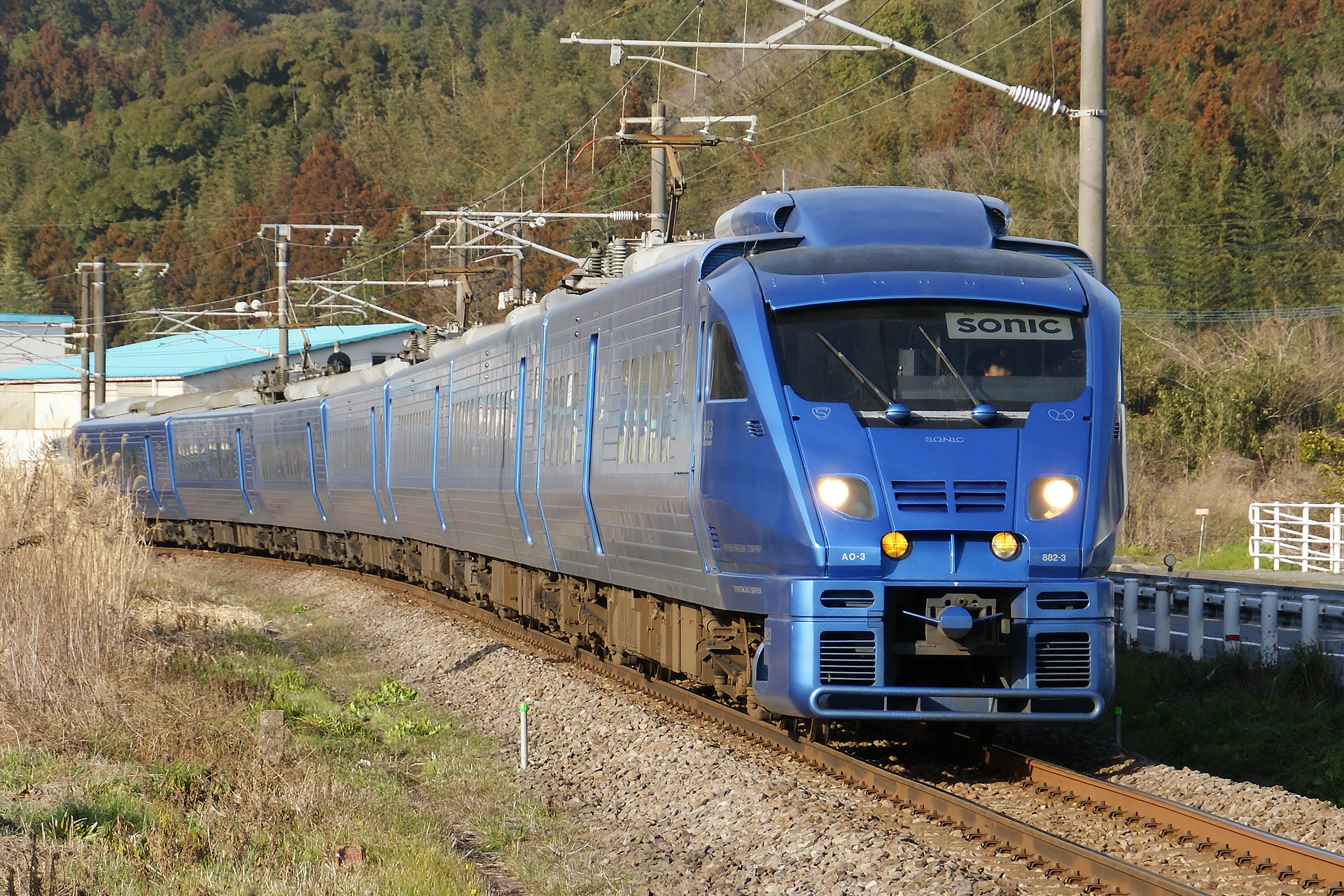
리뉴얼 후
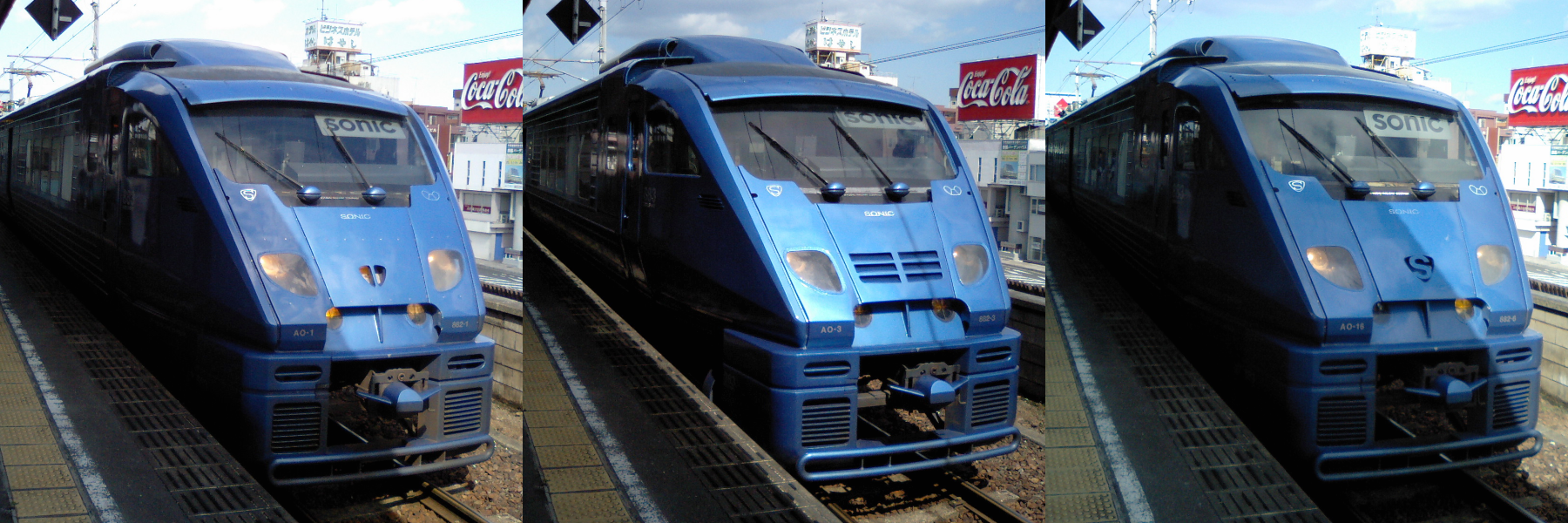
1차차, 2차차, 4차차

### 번대 배정 및 기기
대차는 공기 용수철식·요댐퍼 첨부·진자(틸팅) 기능(공기식 제어 부가 자연 진자) 탑재의 볼스터리스 대차 DT402K(전동차), TR402K(제어차·부수차)이다. 틸팅에 의해 곡선 구간에서 원칙+30km/h로의 주행과 대폭적인 소요 시간 단축을 실현했다.
제어 방식은 큐슈여객철도의 특급형 전동차로서는 첫 도시바제 GTO 소자에 의한 VVVF 인버터 제어가 채용되었다. 브레이크는 발전제동 병용 전기지령식 공기제동이다. 또한 정속 제어 기능도 갖추고 있다.
M-TA유닛 방식을 채용하여 제어 전동차의 쿠모하 또는 전동차의 모하와 팬터그래프나 주변압기를 탑재하는 부수차의 사하로 유닛을 구성한다. 유닛을 구성하는 차량간은 반영구 연결기를 탑재하지만 그 외에는 밀착 연결기이다.
팬터그래프는 완성 당초 하부 교차식이었지만 2000년에 전차량 885계와 동일한 싱글암식으로 교체되었다. 큐슈여객철도에서 이 개조 사례는 본 계열이 유일하다.
싱글암 팬터그래프로 처음으로 교환할 수 있던 것은 당시 고쿠라 공장에 전반 검사를 위해 입장하고 있던 AO2편성 가운데 6호차(사하 883-2)뿐였지만 나머지는 같은 해 3월 14일의 AO6편성으로부터 차례차례 대략 1일에 2기씩의 페이스로 오이타 운수센터에서 교체 작업이 실시되었다. 그 때문에 AO2편성 - AO5편성은 일시적으로 신구 팬터그래프가 편성내에서 혼재하기도 했다. 이러한 편성은 모두 2호차와 4호차는 각각 동시에 교체할 수 있었지만, AO3편성 - AO5편성은 AO2편성과 달리 6호차의 교체가 3월말이 되었다. 그것으로 인해 AO1편성과 AO6편성 - AO8편성은 각각 편성 단위로 한꺼번에 교체할 수 있었다. 최종 교체차량은 사하 883-5였다.
팬터그래프 받침대는 먼저 영업 운행을 개시하고 있던 동일본 여객철도의 E351계와 같이 대차 범위 직결의 지지 대상으로 설치되어 팬터그래프와 가선의 위치 관계는 차체의 진자(틸팅) 동작의 영향을 받지 않는 구조이다. 이 때문에 팬터그래프를 갖추는 사하 883형의 이 부분은 빈공간이 되고 있다. 이 방식은 885계에서도 채용되었다.
행선지 표시기는 787계에 이어 막식을 채용했다. 서체나 레이아웃도 787계와 동일하고 운행 실적이 없는 '쓰바메'표시(모지 항, 고쿠라, 하카타, 구마모토, 야쓰시로, 니시카고시마), '가모메'표시도 존재한다. 쿠로하 882형은 중앙에 승객용 출입문이 설치되어 있기 때문에 종장의 치수이다.
본계열에서는 뮤직 호른(경적)도 탑재되고 있지만 운전대 아래의 페달로 조작하는 것이 아닌 운전실의 콘솔 박스 안의 스위치를 조작하여 작동시킨다. 운전 중에 울리는 것이 아니고 각종 시험 동작 등의 주의 신호를 위해 설치된 것으로 통상은 들을 수 없다. 도어 차임은 813계나 후의 885계와 같다.

### 차내 설비
실내의 좌석은 그린차·보통차 모두 동물의 귀를 본따서 만든 형상의 가동식 헤드레스트를 이용하여 '즐거움'을 표현한 것이 되고 있다. 틸팅 차량이라는 의미로 좌석 사이에 적구슬이 부착된 손잡이가 설치되었다. 787계에 장비되고 있던 그린차의 오디오 서비스 기기는 폐지되었다.
보통차의 차내 중앙부에는 '센터 부스'라고 칭해지는 공간이 설치되었다. 여기는 전후가 유리로 나뉘어 서로 마주보도록 고정된 좌석의 사이에 고정식의 대형 테이블이 설치되고 있다. 787계의 박스 시트가 흐름을 이어받고 있지만, 센터 부스의 좌석도 약간 리클라이닝 하는 것이 가능하다.
그린차의 좌석은 가죽을 씌운 것으로 풋레스트를 탑재했다. 리클라이닝은 전동이 되고 있다. B석이 없고, A+CD의 3열 배치가 되고 있어 정원은 15명이다.
덧붙여 좌석 면의 폭은 보통차·그린차 모두 430mm가 되고 있지만, 그린차는 2+1열배치로 2열 시트측은 좌석마다 독립한 양주 괘사량의 좌석이 되고 있어 옆 자리와의 간격은 보통차보다 넓게 확보되고 있다.
1호차에 발리어 프리 대응의 좌석 및 화장실을 설치하고 있다.

### 운전 설비
783계 등과 같이 왼손 조작 가로축 마스콘 방식의 핸들과 오른손 조작 세로축 제동 핸들(상용 7단+비상)을 갖추고 있다. 또한 MON3와 같은 승무원 지원 모니터(음성에 의한 정차역 접근 예고 기능을 부가)도 갖추고 있다.

## 형식 별
쿠모하 883(Mc: 1 - 8)
- 고쿠라 방면에 위치하는 제어 전동차(7호차). 주전동기 MT402K, 제어장치 PC401K를 갖춘다. 화장실이 있으며 정원은 48명이다.

모하 883
- 중간 전동차, 주전동기와 제어 장치는 쿠모하 883과 동격.

100번대(M1: 101 - 105)
- 제1편성부터 제5편성까지의 5호차에 해당하는 중간 전동차. 화장실이 있으며, 정원 56명이다.

200번대(M2: 201 - 208)
- 3호차에 해당하는 중간 전동차. 크루즈 룸을 갖춘다. 센터 피스(중앙 박스 시트)없음. 화장실이 있으며, 정원 44명이다.

300번대(M3: 1001 - 1003)
- 제6편성부터 제8편성까지의 4호차에 해당하는 중간 전동차. 7량화때 신조된 차량으로 외관이나 좌석은 885계에 가까운 것이 되고 있다. 보조 전원과 팬터그래프를 갖춘다. 화장실은 없다.

쿠로하 882(Thsc': 1 - 8)
- 하카타·오이타 방면에 위치하는 제어차(1호차). 보조 전원 SC401KA를 갖춘다. 객실의 반은 그린석이 되고 있어 차량 중앙에 승강문과 데크가 있다. 운전실 측이 그린석으로 정원 15명, 파노라마 캐빈이 설치되어 있다. 중간차 측은 신체 장애인용 좌석을 갖춘 보통석으로 정원 18명이다. 신체장애인 대응 화장실이 있다. 오랫동안 공중 전화 코너가 남겨졌지만, 2009년 10월 31일에 공중 전화 서비스를 폐지했다. 그러나 전화기 위에 비닐 시트로 덮어 '2009년 10월 31일부로 차내 공중 전화 서비스를 종료했습니다.'라고 하는 부전이 설치된 상황이다. 제6편성에서 제8편성의 차량(쿠로하 882-68) 7량화때 공기압축기가 설치되었다.

사하 883
- 부수차. 주변압기 TM405K, 주정류기 RS406K, 싱글암 팬더그래프 PS401KA, 보조 전원 SC403K, 전동 공기압축기 MH1091Q-TC2000QA를 갖추지만, 1000번대는 팬터그래프, 보조 전원, 공기압축기가 없다.
  - 0번대(TA: 1 - 8): 6호차에 해당하는 부수차. 화장실이 없으며, 완성 당시 처음에는 공중 전화 코너가 설치되었지만, 2000년경에 전화기가 철거되어 휴대 전화 코너로 고쳐졌다. 정원 총 56명.
  - 100번대(TA1: 101 - 105): 제1편성에서 제5편성까지의 4호차에 해당하는 부수차. 코먼 스페이스를 설치. 낙성 당시 처음은 공중 전화가 설치되었지만, 2000년경에 철거되었다. 정원 총 56명.
  - 200번대(TA2: 201 - 208): 2호차에 해당하는 부수차. 코먼 스페이스와 멀티 스페이스를 설치. 전화기가 없으며, 정원 총 56명.
  - 1000번대(TA3: 1001 - 1003): 제6편성으로부터 제8편성까지의 5호차에 해당하는 부수차. 7량화때 신조된 차량으로, 외관이나 좌석은 885계에 가까운 것이 되고 있다. 팬터그래프와 보조 전원, 그리고 전동 공기압축기 설비가 갖춰지지 않았다. 반면 화장실은 있다.

2008년 7월 그것까지 5량 편성인 제6편성에서 제8편성의 7량화를 실시했다. 그 때에 증비된 차량(모하 883의 1000번대, 사하 883의 1000번대)은 스테인리스제 차체의 기존 차량에 비해 885계 중간차에 준한 알루미늄 합금제 차체가 되고 있어 외관·차체 단면 형상도 기존의 차량과는 완전히 다르다. 또한 본 구분 번대는 본계열로 처음으로 중간 전동차(모하)에 팬터그래프가 탑재되고 있지만, 이 점도 885계 중간차와 같다. 게다가 행선지 표시기도 885계와 같은 LED식이 되고 있어 주행중에도 상시 점등하고 있다. 차내 설비도 885계에 준하고 있어 좌석도 가죽을 씌운 것은 아니지만 885계와 동형의 것이 되고 있다. 2008년 7월 18일부터 차례차례 영업 운행에 투입되었다.

## 역사
- 1994년
  - 8월 20일: 1차 차량(AO1·2편성) 7량 편성 2대가 오이타 전차구에 배속(배속 완료는 8월 26일). 이후 시운전 실시.
  - 8월 26일: 하카타역, 고쿠라역, 오이타역에서 일반 공개.
    - 본 계열은 통상의 신형 차량과는 다르므로 철도 취미 잡지 등에서의 일러스트 공개는 되지 않고, 이 날 하카타역에서의 제막식에서 처음으로 차체 전체가 공개되었다. 하카타 역까지의 회송시에는, 선두 부분은 검은 커버로 덮인다고 하는 보안상의 이유로 그 때문에, 당시의 '철도 다이어그램 정보' 잡지에서도 커버가 걸린 상태의 사진이 투고되고 있었다.
- 1995년
  - 2월 14일: 2차 차량(AO3편성) 7량 편성 1대가 오이타 전차구에 배속.
  - 3월 18일: '니치린'으로 영업 운행 개시(이 시점에서는 다이어 변경 없음).
  - 4월 20일: '소닉 니치린'으로서의 영업 운행 개시.
  - 10월 1일: 굿 디자인 상품에 선정.
- 1996년
  - 2월 7일: 3차 차량(AO4·5편성) 7량 편성 2대가 오이타 전차구에 배속(배속 완료는 2월 21일).
  - 5월 31일: 철도 친우회 제39회 블루리본상을 수상.
  - 6월 21일: 브루넬 상을 수상.
  - 8월 3일: 블루 리본상 수상식을 실시한 후 형식 칭호를 기념하여 이 날로 여겨졌다.
  - 8월 9일, 10일: 이틀 간 한정으로 미나미미야자키발착의 '니치린'에 충당된다.
- 1997년
  - 2월 7일: 4차 차량(AO6 - 8편성) 5량 편성 3대가 오이타 전차구에 배속(배속 완료는 2월 15일).
  - 3월 22일: 다이어 개정에 의해 '소닉 니치린'을 '소닉'으로 명칭 변경. 동력차의 대부분에 충당함. 덧붙여 개정전에 5량 편성은 '니치린'에도 충당되고 있었다.
- 1999년
  - 12월 1일: 소속 차량 기지명이 '오이타 철도 사업부 오이타 운수센터'로 변경된다.
- 2000년
  - 3월 6일: 팬터그래프를 885계와 같은 싱글암 방식으로 변경(변경 완료는 3월 29일).
  - 3월 11일: 다이어 개정에 의해 사이키 발착의 '소닉'이 운행 개시되었기 때문에 운행 구간이 하카타역 - 사이키역 구간으로 연장된다.
- 2003년
  - 3월 15일: 다이어 개정에 의해 벳푸역에서의 '니치린'이라는 승계제도 개시에 수반해 사이키 발착의 '소닉' 편성이 감소되어 사이키 역까지의 운행이 없어진다.
  - 6월 13일: 쿠로하 882형에 문자방송 수신장치('보이는 라디오'로의 뉴스 전달용)를 설치 개시(설치 완료는 2004년 3월 29일).
  - 10월: 885계 SM8 - 11편성의 주요부 검사 입장에 수반하여 '소닉'의 1편성 운용(사이키 역에 노선 연장하지 않는 운용)을 일부 기간 AO1 - 5편성이 대신 운행( - 2004년 3월까지. 역이나 시판의 대형 시각표에서도 안내).
- 2005년
  - 3월 22일: 리뉴얼차가 등장. 제1호는 AO8편성.
- 2006년
  - 3월 18일: 소속 차량 기지명이 '오이타 철도 사업부 오이타 차량센터'로 변경.
  - 12월 26일: 5량 편성의 리뉴얼 개장 완료. 최종은 AO7편성.
- 2007년
  - 2월 6일: 이 일을 기한으로 원형 칼라 마지막의 AO2편성이 운용 이탈(고쿠라 공장의 입장 회송은 2월 8일).
  - 3월 18일: 열차 전체 완전 금연화. 또한 나카쓰 발착의 '소닉'을 103·104호로 변경 후 영업 운행 구간을 야나기가우라역까지 연장.
  - 4월 23일: 전 열차 리뉴얼 개장 완료.
- 2008년
  - 3월 15일: 다음날 아침 운행되는 고쿠라역 시발의 '소닉 201호'의 이송 열차를 겸하기 위해 '기라메키'의 상행 1개에 충당 개시. 야나기가우라 역 발착의 '소닉' 충당은 종료.
  - 7월 19일: 증비차인 1000번대의 5량 편성 증결에 의한 전편성 7량화에 수반하는 운용 변경으로, '기라메키'→'소닉 201호'의 충당 종료. 또한 사이키역 발착의 '소닉'의 충당이 부활.
  - 10월 4일: 철도 페스타 in 사세보 개최에 수반하여 AO4편성이 사세보 선 사세보역까지 입선했다. 사세보 선의 하이키역 - 사세보 역 구간을 시승회(임시 쾌속 열차)로 2회 왕복 운행된다. 사세보 선의 하이키 - 사세보 구간의 운행 및 입선은 이것이 처음.
- 2009년
  - 3월 14일: 2008년 7월에 한번도 하지 않았던 '기라메키 → 소닉 201호' 운용에 재차 충당 개시.
- 2010년
  - 8월 6일: Ao1편성이 본계 첫 랩핑 트레인 'EXILE EXPRESS'로 데뷔. 9월 28일까지 운용했다.

### 개조
1차 차의 등장으로부터 10년 이상 경과한 관계로 2005년 3월부터 리뉴얼 개조가 시행되었다. 주된 내용은 다음과 같다
- 차체 외부는 스테인리스 무도장에서 큐슈의 동부 해안을 이미지 한 진한 메탈릭 블루 도장으로 변경했다.
- 차단부에 전락 방지용 막을 설치했다.
- 객실 내장을 885계와 같은 백색 화장판과 플로어 링(그린차 제외)으로 변경했다.
- 센터 부스를 폐지하고 통상의 회전식 리클라이닝 시트를 설치했다.
- 1호차 전 좌석(그린, 보통석 포함)에 콘센트를 각 자리옆 창 아래의 벽면에 1구씩 설치했다. 좌석을 회전시킬 때는 전.후에 어긋나기 위해 교체가 필요하다.
- 좌석 마감을 새로 교체했다.
- 헤드레스트 뒤쪽에 티켓 홀더를 설치했다.
- 창이나 통로에 테이블을 설치했다.
- 도어 벨을 설치했다.
- 코먼 스페이스에는 유리사절을 설치했다.

2007년 4월로 리뉴얼 개장이 완료했다. 이 중 AO3·5편성은 차체 측면의 형식·번호 표기는 구 일본국유철도(국철) 서체가 되고 있어 미토오카 디자인 특유의 '숫자 혹은 문자를 1자 마다 사각형으로 둘러싸는' 표기는 아니다. 다만 AO5편성에 관해서는 2007년 6월의 중요부 검사시 원래의 표기로 환원되었다. AO3편성도 다음 7월의 중요부 검사시에 원래의 표기에 환원되었다. 또한 차체 옆면의 검사 표기 등은 완성 시점으로부터 일관된 국철 서체이다.
최초로 리뉴얼을 받은 AO8편성만 일부에 스테인리스절 발문자가 사용되고 있었지만, 그 후의 주요부 검사로 타 편성과 같은 은빛 테이프로 변경되었다. 쿠로하 882-6에서는 리뉴얼 시공시에 전조등이 HID 방식으로 변경되었지만 현재는 기존차와 같은 쉴드빔에 되돌려지고 있다.
리뉴얼 입장은 AO2편성만 유일 검사 취급의 대상 이외였기 때문에 영업 복귀 당시에는 하부 기기나 대차의 진흙 오염은 방치되어 있었지만, 다른 편성은 모두 중요부 검사내지 전반 검사 취급이다. 중요부 검사 취급이었던 편성도 평상시와는 달리 모든 대차와 일부의 하부 기기만 세정이 아닌 전반 검사 출장차 수준으로 전면적으로 깨끗하게 되고 있었다. 그 중에서도 AO1편성이 전반 검사 입장한 2006년 2월 16일부터 AO3편성이 전반 검사 출장한 같은 해 3월 17일까지 정기 검사로서는 유일 2편성 동시 입장이었기 때문에 소정의 883계 7량 4운용을 확보할 수 없게 되어, 그 안의 1운용 3왕복(6호 → 13호 → 28호 → 35호 → 48호 → 55호)을 885계 SM7편성에 의한 대주에 의지한다고 하는 동계 SM3편성 대체 신조차 제조중의 무렵과는 정반대인 상황이 계속되었다.

## 사용 차량
883계는 운행 개시 이래 거의('소닉 니치린'→) '소닉' 전용으로 사용되고 있어 현재는 1·3·4·6 - 11·13·16·19·20·22·23·25·26·28·29 - 33·35·40·42 - 45·47·48·50 - 55·60 - 62·101·102호의 42편(왕복 21회)에 사용된다.
과거 '소닉'이외의 정기 열차에 충당된 예는 고쿠라역 기점이었다. '소닉 201호'의 회송을 겸한 '기라메키' 상행 1편(하카타역 → 고쿠라역)의 사례이다. '기라메키'에는 '소닉 201호'가 설정된 2008년 3월에 당시 5량 편성이었던 Ao6 - 8편성이 충당된 것이 최초로 2008년 7월에 일단 큐슈여객철도 885계 전동차로 변경되었지만, 2009년 3월부터 다시 883계에 되돌려져 2011년 3월 12일의 다이어 개정으로 '소닉 201호'가 '니치린 3호'(고쿠라역 → 미야자키 공항 역, 개정 후는 787계로 운전)에 통합되었기 때문에 883계는 '기라메기'의 운용에서 제외되었다.
그 밖에도 과거에는 임시 열차나 운용 변경으로 아래의 열차에 충당된 사례가 있다.
- 하우스텐보스: 1995년과 1996년에 몇일간, '하우스텐보스 일본 철도 주식회사 젠닛쿠 호텔' 개업 및 1주년 기념의 일환으로 임시로 81·82호에 충당되었다. 1995년은 AO3편성을 5량 감차 후에 이용하고 있었다.
- 가모메: Ao-2편성이 2010년 9월 11일의 '가모메 100호'에 충당되었다. 이것은 미야자키 응원 캠페인으로 '니치린 시가이아'에 885계가 사용되는 것에 의한 운용 변경이었다. 단 다음날 12일부터는 통상대로 885계 운행으로 돌아오고 있다.

2008년 7월 19일부터 5량 편성의 AO6 - 8편성에 신조 증비차(1000 번대)를 연결하여 모든 편성을 7량 편성화하는데 따라 운용 변경을 실시했다. 변경점으로 5량 편성으로 운행되고 있던 열차가 6량 편성의 885계나 7량 편성의 883계 기존하에 새로운 편성에 의해 교체할 수 있거나 6량 편성의 885계로 운행되고 있던 열차가 7량 편성의 883계로 교체할 수 있었다. 결과적으로 '기라메키 - 소닉 201호'의 충당 종료(운용 자체는 885계로 계속)나, 사이키 역 발착 열차의 충당 부활 등이 발생했다. 사이키에서 타고 들어가는 운용은, 2003년 3월 15일 개정으로 철퇴이래 5년 4개월만의 재설정이다.

## 편성 및 운용
2008년 7월 기준으로 편성 및 운용은 다음과 같다. 'AO'의 'A'는 883계, 'O'는 오이타 차량센터 소속을 나타내는 기호이다. 충당하는 열차는 다음과 같은 대로 14호가 사이키역 기점, 41호가 사이키 행이다.

### Ao1 - 5 편성
- 1994년 8월부터 1996년 2월의 완성이래 현재까지 7량 편성이다.
- 완성시 운전실 블록부는 전 차량이 엷은 푸른빛 일색이었지만, 가끔 등장에 따라 전면 패널의 형상이 다르다. 1차 차량(AO1 - 2편성) 뿐만 아니라 중앙부에도 안개등이 있다.
- AO6 - 8편성이 5량이었던 무렵 고쿠라 공장의 검사 입장에 수반하는 대주에도 충당되고 있었다. 통상기는 100번대의 M-TA유닛을 감차한 5량 편성으로 한 다음 대주했지만, 다객기에는 7량 편성인 채 대주했다.

### Ao16 - 18 편성
- 1997년 2월의 완성 당시에 처음은 5량 편성으로 AO6 - 8편성과 부접수되고 있었지만, 2008년 7월 19일부터 7량화에 수반하여 편성 번호가 각각 AO16 - 18편성으로 번호가 개정되었다.
- 전면 패널의 형상은 3차 차량과 같지만, 등장 시에는 색이 편성마다 차이가 났다(AO6: 실버, AO7: 노랑, AO8: 짙은 감색(편성 번호는 개번 이전의 것)).
- 이 그룹만 쿠로하 882형에도 공기압축기가 탑재되고 있다(3차 차량까지는 사하 883형만).
- 5량 무렵 검사 입장시에는 전술과 같이 AO1 - 5편성이 대주했다.
- 5량 무렵 다객기에는 고쿠라역 - 오이타역 구간의 임시 열차 '소닉'에 충당되었다. 이 때 본래의 운용은 좌석 수 확보를 위해 AO1 - 5편성이 7량 편성인 채, 혹은 885계 SM1 - 7편성이 대주했다.

## 차량 정비
본 계열은 당초 1편성 당의 운용 담당수가 하카타역 - 오이타역 구간 2회 왕복이었기 때문에 차기 검사 입장까지의 주기가 1년 8개월 - 2년이었다. 2000년 3월 11일 다이어 개정으로 운용 담당수가 증가하여 2007년 기준으로는 왕복 2회 반 - 왕복 3회라고 하는 상황이다. 그 때문에 중요부 검사까지 60만km 이내의 기준에 의해 1년 3개월 - 1년 반이 평균적인 상황이며, 큐슈여객철도의 재래선 차량 중에서는 가장 검사 주기가 짧다. 2000년 3월 - 9월의 1·2차 차량의 전반 검사 당시에는 완성에서 2회의 중요부 검사를 받아 전반 검사에 이르고 있었지만, 2002년 10월의 AO4편성 전반 검사 이후, 완성 내지 전회의 전반 검사로부터 3회의 중요부 검사를 받고 나서 차기 전반 검사에 도달하는 기준으로 고쳐졌다.